# Рожеріо Мікале
Рожеріо Мікале (порт. Rogério Micale, нар. 28 березня 1969, Салвадор) — бразильський футболіст, що грав на позиції воротаря. По завершенні ігрової кар'єри — футбольний тренер.

## Клубна кар'єра
Клубна кар'єра в Рожеріо тривала недовго і виступав він за команди штату Парана: «Португеса», «Лондрина», «Апукарана» та «Операріо Ферровіаріо». Завершив кар'єру в віці 23 років.

## Кар'єра тренера
З 90-х років працює головним тренером молодіжних складів футбольних команд, що базуються в штаті Парана. З своїми клубами виграє, як чемпіонату штату так і національні молодіжні чемпіонати Бразилії. Такі успіхи тренера помічає клуб «Фігейренсе» та запрошує до себе очолити молодіжну команду.
На чолі молодіжного клубу «Фігейренсе» Мікале виграє чемпіонат штату та престижний Кубок Сан-Паулу. У 2008 основна команда «Фігейренсе» провально виступає в Серії A з посади звільняють головного тренера та призначають Рожеріо який між тим не рятує команду від вибування до Серії В.
З 2008 по 2015 (за винятком 2011 коли він очолював «Греміу Баруері») очолює молодіжну команду «Атлетіко Мінейро». Виграє молодіжні чемпіонати штату, Бразилії, міжнародні турніри в Нідерландах та Німеччини.
У 2015 очолює молодіжну збірну Бразилії та олімпійську збірну Бразилії. Разом з молодіжною збірною на чемпіонаті світу 2015 року здобуває срібні нагороди. Олімпійська збірна під його керівництвом у 2015 стає срібним призером Панамериканських ігор поступаючмсь у фіналі уругвайцям.
Справжнім випробуванням для Мікале та його збірної стає домашня Олімпіада в Ріо-де-Жанейро. Після провального чемпіонату світу 2014 року на якому національна збірна посіла лише четверте місце від олімпійської команди чекали не просто перемогу, а повноцінний реванш з яскравою та потужною грою в нападі і надійного захисту. Вже груповий етап показав, що ці надії передчасні. Перші два матчі збірна зіграла по нулях проти ПАР та Іраку, причому з кожним матчем кількість вболівальників на трибунах зменшувалась. І от в останньому матчі, власне на батьківщині тренера в Салвадорі, на стадіоні Арена Фонте-Нова бразильці вперше продемонстрували той футбол на який чекала вся Бразилія, збірна Данії була розбита вщент 4:0. Підопічні Мікале забили по два голи в кожному таймі Габріел Барбоза відзначився двічі на 26-й та 80-й хвилинах,ще по одному м'ячу забили Габріел Жезус (40-а хвилина) та Луан (50-а хвилина).
Плей-оф для збірної розпочався з впевненої перемоги над колумбійцями 2:0, відзначився лідер збірної та суперзірка Ріо-2016 Неймар на 16-й хвилині, а на 83-й хвилині Луан встановив остаточний рахунок.
У півфінальному матчі 17 серпня проти Гондурасу бразильці майже не помітили суперника 6:0, це до слова рекордна перемога олімпійської збірної за всю історію, двічі відзначились Неймар (один раз з пенальті) та Габріел Жезус, ще по одному разу забили Маркіньйос та Луан. Ще один важливий момент на трибуни повертається глядач.
Фінал 20 серпня проти німців. Маракана звичайно вимагала перемоги та реваншу і це сталось в серії пенальті. Рожеріо став першим тренером, який привів олімпійську бразильську збірну до золотих нагород Олімпіади.
Згодом у 2017–2019 роках знову працював на батьківщині на клубному рівні, тренуючи «Лондрину», «Фігейренсе» та «Атлетіко Мінейру». У лютому-травні 2021 року був головним тренером саудівської команди «Аль-Хіляль».

## Статистика

### Молодіжна збірна Бразилії
| Nº | Дата           | Турнір            | Місце проведення         |          | Рахунок       | Суперник       | прим. |
| -- | -------------- | ----------------- | ------------------------ | -------- | ------------- | -------------- | ----- |
| 1  | 24 травня 2015 | Товариський матч  | Австралія Сідней         | Бразилія | 1 – 0         | Португалія     |       |
| 2  | 27 травня 2015 | Товариський матч  | Австралія Сідней         | Бразилія | 1 – 0         | Австралія      |       |
| 3  | 31 травня 2015 | МЧС 2015          | Нова Зеландія Нью-Плімут | Бразилія | 4 – 2         | Нігерія        |       |
| 4  | 4 червня 2015  | МЧС 2015          | Нова Зеландія Нью-Плімут | Бразилія | 2 – 1         | Угорщина       |       |
| 5  | 7 червня 2015  | МЧС 2015          | Нова Зеландія Крайстчерч | Бразилія | 3 – 0         | Північна Корея |       |
| 6  | 11 червня 2015 | МЧС 2015          | Нова Зеландія Нью-Плімут | Бразилія | (5) 0 – 0 (4) | Уругвай        |       |
| 7  | 13 червня 2015 | МЧС 2015          | Нова Зеландія Гамільтон  | Бразилія | (3) 0 – 0 (1) | Португалія     |       |
| 8  | 17 червня 2015 | МЧС 2015          | Нова Зеландія Крайстчерч | Бразилія | 5 – 0         | Сенегал        |       |
| 9  | 20 червня 2015 | МЧС 2015          | Нова Зеландія Окленд     | Бразилія | 1 – 2         | Сербія         |       |
| 10 | 18 травня 2016 | Турнір Сувон 2016 | Південна Корея Сувон     | Бразилія | 1 – 1         | Південна Корея |       |
| 11 | 20 травня 2016 | Турнір Сувон 2016 | Південна Корея Сувон     | Бразилія | 2 – 2         | Японія         |       |
| 12 | 22 травня 2016 | Турнір Сувон 2016 | Південна Корея Сувон     | Бразилія | 2 – 1         | Франція        |       |

### Олімпійська збірна Бразилії
| Nº | Дата              | Турнір                    | Місце проведення        |          | Рахунок       | Суперник                 | прим. |
| -- | ----------------- | ------------------------- | ----------------------- | -------- | ------------- | ------------------------ | ----- |
| 1  | 12 червня 2015    | Панамериканські ігри 2015 | Канада Гамільтон        | Бразилія | 4 – 1         | Канада                   |       |
| 2  | 16 червня 2015    | Панамериканські ігри 2015 | Канада Гамільтон        | Бразилія | 4 – 0         | Перу                     |       |
| 3  | 20 червня 2015    | Панамериканські ігри 2015 | Канада Гамільтон        | Бразилія | 3 – 3         | Панама                   |       |
| 4  | 23 червня 2015    | Панамериканські ігри 2015 | Канада Гамільтон        | Бразилія | 1 – 2         | Уругвай                  |       |
| 5  | 25 червня 2015    | Панамериканські ігри 2015 | Канада Гамільтон        | Бразилія | 3 – 1         | Панама                   |       |
| 6  | 8 вересня 2015    | Товариський матч          | Франція Ле-Ман          | Бразилія | 1 – 2         | Франція                  |       |
| 7  | 9 жовтня 2015     | Товариський матч          | Бразилія Манаус         | Бразилія | 6 – 0         | Домініканська Республіка |       |
| 8  | 12 жовтня 2015    | Товариський матч          | Бразилія Манаус         | Бразилія | 5 – 1         | Гаїті                    |       |
| 9  | 11 листопада 2015 | Товариський матч          | Бразилія Ресіфі         | Бразилія | 2 – 1         | США                      |       |
| 10 | 15 листопада 2015 | Товариський матч          | Бразилія Белен          | Бразилія | 5 – 1         | США                      |       |
| 11 | 24 березня 2016   | Товариський матч          | Бразилія Каріасіка      | Бразилія | 0 – 1         | Нігерія                  |       |
| 12 | 27 березня 2016   | Товариський матч          | Бразилія Масейо         | Бразилія | 3 – 1         | ПАР                      |       |
| 13 | 30 червня 2016    | Товариський матч          | Бразилія Гоянія         | Бразилія | 2 – 0         | Японія                   |       |
| 14 | 4 серпня 2016     | Олімпіада 2016            | Бразилія Бразиліа       | Бразилія | 0 – 0         | ПАР                      |       |
| 15 | 7 серпня 2016     | Олімпіада 2016            | Бразилія Бразиліа       | Бразилія | 0 – 0         | Ірак                     |       |
| 16 | 10 серпня 2016    | Олімпіада 2016            | Бразилія Салвадор       | Бразилія | 4 – 0         | Данія                    |       |
| 17 | 13 серпня 2016    | Олімпіада 2016            | Бразилія Сан-Паулу      | Бразилія | 2 – 0         | Колумбія                 |       |
| 18 | 17 серпня 2016    | Олімпіада 2016            | Бразилія Ріо-де-Жанейро | Бразилія | 6 – 0         | Гондурас                 |       |
| 19 | 20 серпня 2016    | Олімпіада 2016            | Бразилія Ріо-де-Жанейро | Бразилія | (5) 1 – 1 (4) | Німеччина                |       |

## Титули і досягнення
- Олімпійський чемпіон (1): 2016.
- Бронзовий призер Панамериканських ігор: 2015